# Berg- und Naturwachten Österreichs

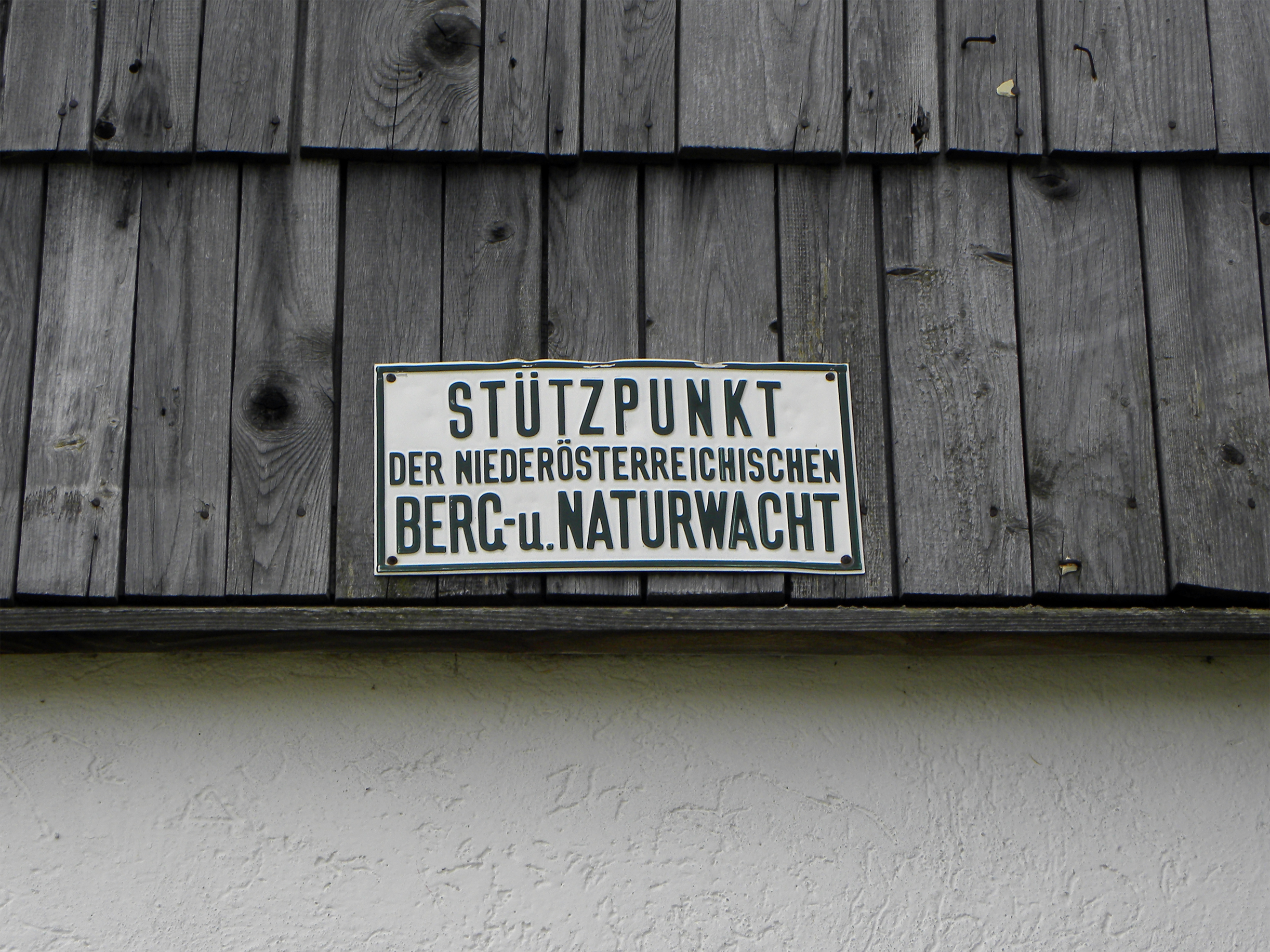
Stützpunkt der NÖ Berg- und Naturwacht am Wechsel

Die Berg- und Naturwachten in Österreich informieren über den Naturschutz, überwachen die Gesetze zum Schutze der Natur und Umwelt, unterstützen die Behörden bei der Erhaltung der Natur- und Kulturlandschaft und helfen bei deren Pflege aktiv mit. Je nach Bundesland sind es Körperschaften des öffentlichen Rechts, Vereine oder Teile der Landesregierungen, deren genaue Aufgabenstellungen und Befugnisse sich teilweise unterscheiden. Die Mitarbeiter sind dem Bezirk oder direkt den Ländern unterstellt, ehren- oder hauptamtlich tätig und als öffentliche Wacheorgane beeidet.
Im Gegensatz zur deutschen Bergwacht ist die Alpinrettung im österreichischen Bergrettungsdienst organisiert. Die Behördenunterstützung wird in Deutschland Naturschutzdienst genannt und es gibt teilweise Naturschutzwachten mit hoheitlichen Aufgaben.

## Organisation
Die Berg- und Naturwachten werden föderalistisch jeweils von den Bundesländern aufgestellt. Die Naturschutzgesetze aller Bundesländer sehen ehrenamtliche Naturschutzwacheorgane als Unterstützung der Behörden bei der Vollziehung ihrer Aufgaben vor. Rechtlich sind die Organisationen in einigen Bundesländern als Körperschaft des öffentlichen Rechts (Kärnten, Steiermark, Tirol), in anderen als Vereine (Wien, Niederösterreich und Vorarlberg) organisiert, im Burgenland bezirksweise als hauptamtliche Organe mit ehrenamtlichen Unterstützern und einem manche Aufgaben übernehmenden Verein, in Salzburg und wahrscheinlich Oberösterreich sind sie direkt der Landesregierung unterstellt. Die Organisationen tragen in gebirgigen Bundesländer meist den Namen „Bergwacht“, in flacheren Bundesländern den Namen „Naturwacht“, oder als Mischung den Namen „Berg- und Naturwacht“. Als Dachverband fungiert der Verein Arbeitsgemeinschaft der Berg- und Naturwachten Österreichs (ABNÖ) mit Sitz in Salzburg.
Die Mitarbeiter sind Organe der öffentlichen Aufsicht und nach entsprechender Ausbildung und abgelegter Prüfung als öffentliche Wachorgane beeidet. Sie unterstehen meistens den Bezirksverwaltungsbehörden, sonst der Landesregierung. Organe der Wachen sind im Bundesland meist einheitlich gekleidet, können ihren Dienst aber auch in Zivil leisten. Von den Organen wird der jeweilige Dienstausweis mitgeführt, mit dem sie sich legitimieren. Sie besitzen das Recht zur Ausweisleistung aufzufordern, bestimmte Gegenstände (z. B. Vogelfallen) zu beschlagnahmen, und wie jedermann Übertretungen bei den Behörden anzuzeigen. In einigen Bundesländern dürfen sie auch Organstrafmandate ausstellen und notfalls auf frischer Tat ertappte Gesetzesbrecher festnehmen.

## Aufgaben
Die grundlegenden Aufgaben der Wachen besteht vor allem darin, die Menschen bezüglich der Ziele und Notwendigkeiten des Naturschutzes zu informieren, die Einhaltung der Gesetze zum Schutz von Natur und Umwelt auf den Streifgängen zu überwachen, fachliche Erhebungen in Behördenverfahren durchzuführen, Überprüfung von Bescheidauflagen im Auftrag der Behörden und bei der Pflege der Natur- und Kulturlandschaft aktiv mitzuhelfen. Auf Grund der föderalen Aufteilung ergeben sich jedoch z. T. unterschiedliche Aufgabenstellungen.

## Landesorganisationen

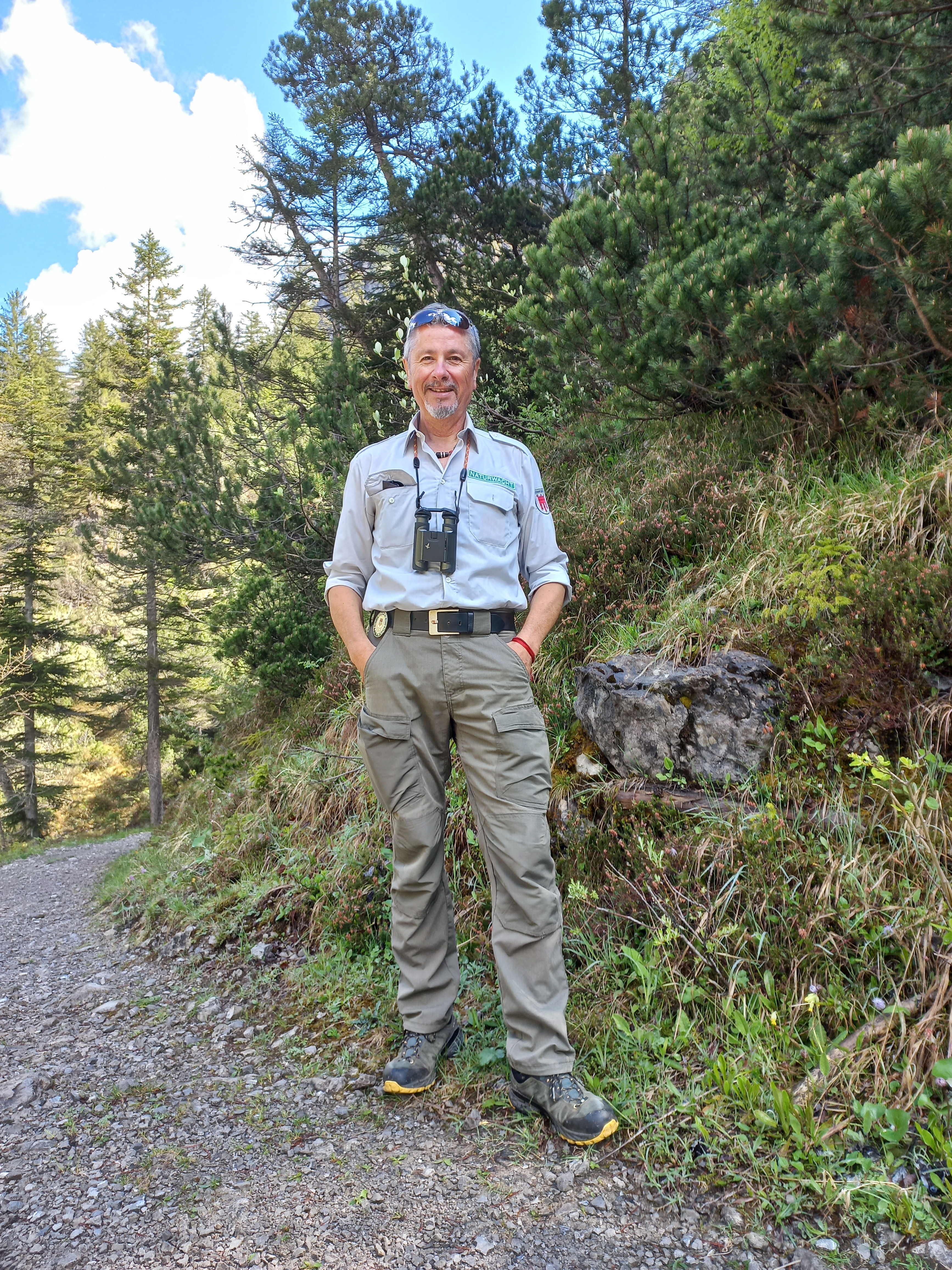
Naturwächter aus Vorarlberg in Uniform im Gadental

- Verein der Burgenländischen Naturschutzorgane (VBNO) – seit 1992[1]
- Kärntner Bergwacht – Körperschaft öffentlichen Rechts (Kärntner Bergwachtgesetz – K-BWG aus 1973, Fassung 2010)[2]
- Niederösterreichische Berg- und Naturwacht
- Oberösterreichische Naturwacht
- Salzburger Berg- und Naturwacht
- Steiermärkische Berg- und Naturwacht – Körperschaft öffentlichen Rechts ab 1977, zuvor ein 1953 gegründeter Verein
- Tiroler Bergwacht – Körperschaft öffentlichen Rechts (Tiroler Bergwachtgesetz 1927), 1938 Anschluss, 1945 wiedereingerichtet
- Vorarlberger Naturwacht (Landesregierung), Website der Naturwacht Vorarlberg
- Wiener Naturwacht / Verein der Freunde des Wiener Lebensraums[3] – 1976 als Verein gegründet